# Quercus hypophaea
Espèce
Classification phylogénétique
Quercus hypophaea est une espèce d'arbres du sous-genre Cyclobalanopsis. L'espèce est présente à Taïwan.